# ويل فايفر
ويل فايفر (بالإنجليزية: Will Pfeifer)‏ هو كاتب أمريكي، ولد في 1967 في نايلز في الولايات المتحدة.